# طير الخير (مسلسل)
طير الخير مسلسل تراثي من إنتاج تلفزيون دولة الكويت 1998 . بطولة أحمد الصالح ، علي المفيدي ، أحمد جوهر ، محمد السريع ، عبد الرحمن العقل و من تأليف أحمد جوهر و إخراج غافل فاضل.

## ملخص القصة
في إطار تشويقي تراثي، يخرج والد شامون من السجن بعد سنوات من تهمة الشروع في قتل الحاكم، ويطلب من ابنه شامون قراءة كتاب قد يجيبه على كل التساؤلات التي تدور في ذهنه، وعليه استكمال مشوار والده بعد الانتهاء من قراءة كتاب (طير الخير).

## تمثيل
- أحمد الصالح (بو زيدان)
- علي المفيدي (الأخرس)
- محمد السريع (بو حورية)
- عبد الرحمن العقل (زيدان)
- أحمد جوهر (شامون)
- علي البريكي (رئيس الحرس)
- محمد حسن (عواد)
- لطيفة المجرن (ام زيدان)
- محمد المنيع (الحكيم)
- أحمد مساعد (سند)
- أحمد الهزيم (قاضي القضاة)
- علي السميري (زيد)
- عبير أحمد (حورية)
- بدر الطيار (التاجر حسن)
- فيصل بوغازي (ريشة)
- أحمد السلمان (هامون)
- بدر البلوشي (سرور)
- جاسم الصالح (النوخذة)
- يوسف درويش
- ناصر كرماني
- فايز العامر
- رضا علي حسين
- عبدالرضا كرم
- حسن حمدان

## وصلات خارجية
- حلقات مسلسل طير الخير . على يوتيوب.